# Salix clathrata
Salix clathrata — вид квіткових рослин із родини вербових (Salicaceae).

## Морфологічна характеристика
Це повзучий кущ; стовбур і гілки розлогі, не вкорінюються, міцні, багато розгалужений, тьмяно-коричневий. Молоді гілочки червоно-коричневі, коротко ворсисті, майже голі. Листкова ніжка червона, 4(7) мм; листкова пластинка еліптична чи зворотно-яйцювата, 1.5(3) × 1(1.5) см, абаксіально (низ) сірувато-біла, з нальотом, майже гола, адаксіально яскраво-зелена, гола, зморшкувата, блискуча, край цілий і хвилястий. Чоловіча сережка еліпсоїдна, 6 × 3 мм, густо-квіткова. Чоловіча квітка: тичинок 2, пиляки червоні. Плодоносна сережка до 2 см. Жіноча квітка: зав'язь яйцеподібна, гола, сидяча. Коробочка вузькояйцеподібна, ≈ 4 мм.

## Середовище проживання
Південно-Центральний Китай. Населяє скелі; на висотах приблизно 4000 метрів.